# Cristian Leiva
Cristian Gustavo Leiva (Chilecito, 26 september 1977) is een Argentijnse voormalig voetbalspeler die in België bekend werd dankzij zijn verblijf bij RSC Anderlecht. Zijn positie was verdedigende middenvelder. De club waar hij vandaan kwam is CA Banfield. Daar had hij de bijnaam 'El Negro' vanwege zijn donkere huidskleur. Hij stond bekend om zijn sterke verdedigende aanpak.
In het seizoen 2006/07 moest Leiva bij Anderlecht de concurrentie aangaan met Yves Vanderhaeghe, Ahmed Hassan en Lucas Biglia. Leiva kwam meerdere keren op de bank terecht en verklaarde Anderlecht te willen verlaten.
Op de voorlaatste dag van de transferperiode vertrok hij naar Sporting Charleroi.
In 2008 vertrok hij terug naar Zuid-Amerika en ging spelen voor het Paraguayaanse Olimpia Asunción. Na een half jaar ging hij terug naar Argentinië waar hij achtereenvolgens uitkwam voor Godoy Cruz, San Lorenzo en Arsenal de Sarandi. Sinds 2011 speelt hij terug voor Godoy Cruz. Hij speelde nog voor Arsenal de Sarandí, Defensa y Justicia, Club Atlético Huracán, Club Atlético Banfield en CD Américo Tesorieri waar hij eind 2014 zijn loopbaan besloot.

## Statistieken
| seizoen    | club                           | land       | competitie                  | wedstrijden | doelpunten |
| ---------- | ------------------------------ | ---------- | --------------------------- | ----------- | ---------- |
| 1999-02    | CA Banfield                    | Argentinië | Primera División Argentinië | 32          | 0          |
| 2002-03    | Cruz Azul                      | Mexico     | Primera División de México  | 18          | 0          |
| 2003       | Gimnasia y Esgrima de La Plata | Argentinië | Primera División Argentinië | 10          | 0          |
| 2003-06    | CA Banfield                    | Argentinië | Primera División Argentinië | 61          | 3          |
| 2006-08    | RSC Anderlecht                 | België     | Jupiler League              | 5           | 0          |
| 2007-08    | SC Charleroi                   | België     | Jupiler League              | 34          | 0          |
| 2008       | Olimpia Asunción               | Paraguay   | Liga Paraguaya              | ??          | ??         |
| 2008-09    | Godoy Cruz                     | Argentinië | Primera División Argentinië | 19          | 0          |
| 2009       | San Lorenzo                    | Argentinië | Primera División Argentinië | 25          | 1          |
| 2010       | Arsenal FC                     | Argentinië | Primera División Argentinië | 17          | 0          |
| 2011-...   | Godoy Cruz                     | Argentinië | Primera División Argentinië |             |            |
| Bijgewerkt | 28 jan 2011                    |            |                             |             |            |